# Władysław Hasiński
Władysław Hasiński (ur. w 11 maja 1947 w Miliczu, zm. 1 sierpnia 2019 w Będkowie) – polski geograf, dr hab.

## Życiorys
Syn Marcelego i Janiny. 24 czerwca 1976 obronił pracę doktorską pt. Wybrane elementy środowiska geograficznego a średnia wysokość drzewostanów sosnowych województwa wrocławskiego, a 14 grudnia 2000 habilitował się na podstawie oceny dorobku naukowego i pracy zatytułowanej Rolnictwo indywidualne na Dolnym Śląsku w okresie transformacji systemowej.
Został zatrudniony na stanowisku profesora nadzwyczajnego w Zakładzie Turystyki i Rekreacji na Wydziale Nauk o Zdrowiu i Kulturze Fizycznej w Państwowej Wyższej Szkole Zawodowej w Legnicy, oraz w Instytucie Geografii i Rozwoju Regionalnego na Wydziale Nauk o Ziemi i Kształtowania Środowiska Uniwersytetu Wrocławskiego.
Zmarł 1 sierpnia 2019. Został pochowany na Cmentarzu Świętej Rodziny we Wrocławiu.

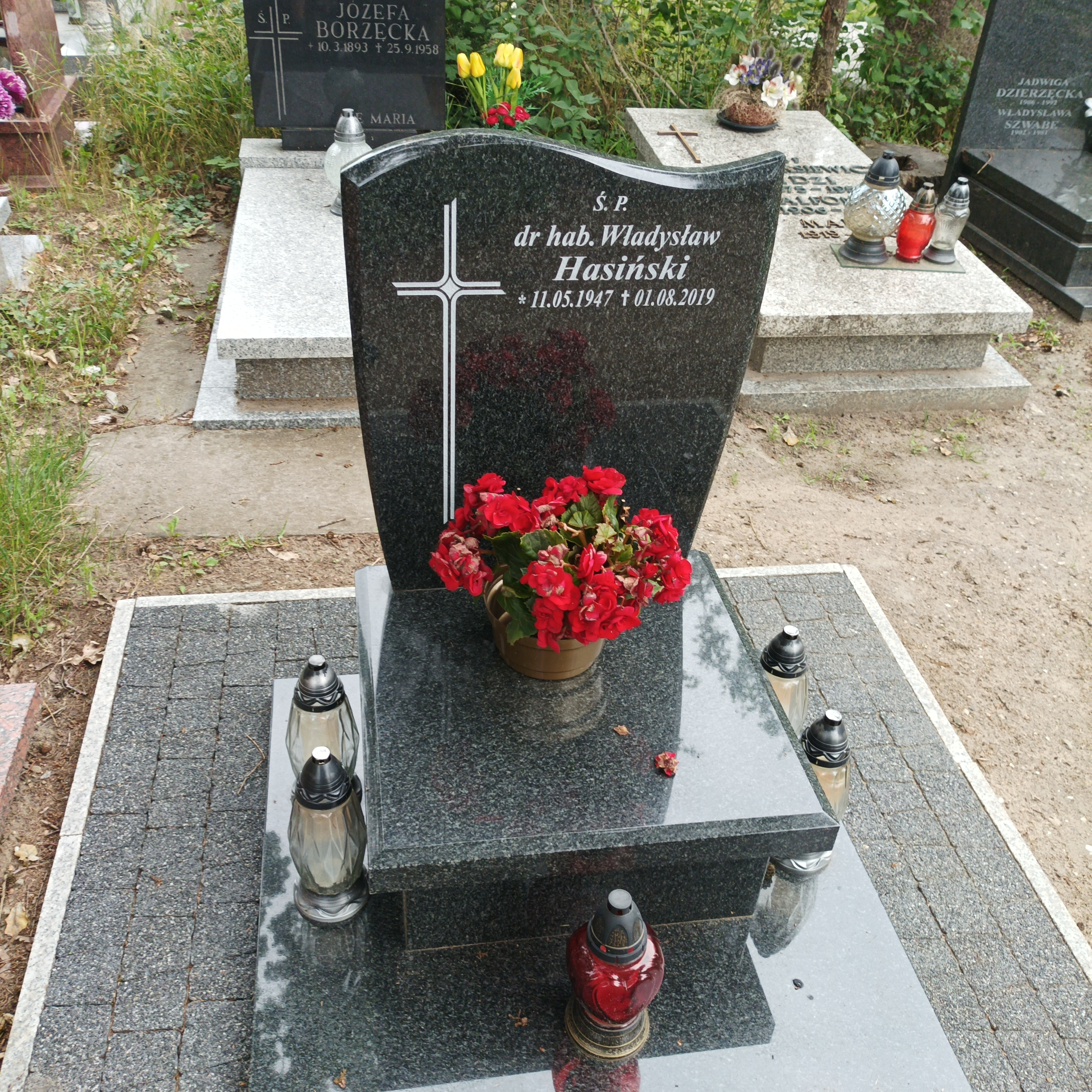
Grób Władysława Hasińskiego na Cmentarzu Świętej Rodziny we Wrocławiu

## Publikacje
- The Limits of Growth of Ecological Farming in Lower Silesia, [w:] Platje J., Słodczyk J. (red.) Ecological Agriculture in Central and Eastern Europe[2]
- 2009: Agroturystyka na Dolnym Śląsku[2]
- 2010: Odnowa wsi dolnośląskiej - pierwsze doświadczenia wdrażania Programu Rozwoju Obszarów Wiejskich 2007-2013[2]